# سوراخ دهلیزی‌بطنی راست
سوراخ دهلیزی‌بطنی راست (انگلیسی: Right atrioventricular orifice) دریچه بیضی‌شکل بزرگی است که بین دهلیز و بطن در قلب ارتباط برقرار می‌کند.
این دریچه در قاعده دهلیز قرار دارد و قطر آن حدود ۳٫۸ تا ۴ سانتی‌متر است. سوراخ دهلیزی‌بطنی راست توسط یک اسکلت قلبی احاطه شده است که با درون‌شامه (آندوکارد) پوشیده شده است. این دریچه به‌طور قابل توجهی بزرگتر از دریچه مشابه در سمت چپ است و برای عبور چهار انگشت کافی است.
دریچه سه‌لتی از این سوراخ محافظت می‌کند.